# Patagonacythere robusta
Patagonacythere robusta is een mosselkreeftjessoort uit de familie van de Hemicytheridae. De wetenschappelijke naam van de soort is voor het eerst geldig gepubliceerd in 1986 door Tabuki.